# チン兄弟同盟
チン兄弟同盟（チンきょうだいどうめい、英語: Chin Brotherhood: CB）はミャンマー・チン州で活動する複数の少数民族武装勢力の軍事・政治同盟である。CBはミャンマー内戦中の2023年12月30日に結成され、チン州とチン民族コミュニティにおける協働を促進することを目的としている。CBは、チンランド憲法、チンランド評議会、チンランド国家の制定が「民主的な基準を遵守しておらず、平等性を欠き、チン族全体の結束を代表も反映もしていない」と主張するチンランド防衛隊（CDF）によって結成された。

## 歴史

### 背景
チン州では2020年選挙で国民民主連盟（NLD）が圧勝し、2021年ミャンマークーデター勃発当初、多くの市民が抗議活動に参加した。2月下旬以降、軍事政権が暴力的な弾圧を行った結果、抗議者らは武器を取り、ミャンマー軍に抵抗した。同年4月4日には9郡区の抗議グループはチンランド防衛隊（CDF）を結成することに同意したが、統合されたグループとはならず、包括的な指導部を有することはなかった。この頃、チン民族戦線（CNF）は全国停戦合意の枠組みに留まるという立場を取っており、CDFミンダッは武器や訓練の提供をCNFに求めたが、拒絶された。
同年4月下旬、ミンダッの当局が抗議者7名の釈放を拒否すると大規模な抗議運動が発生した。警察が群衆に発砲した結果、抗議は暴動に発展し、CDFミンダッはこれに応じてミャンマー軍の軍人3人を射殺した。CDFミンダッはミャンマー軍の増援部隊を待ち伏せして大量の武器を押収した。5月下旬にミャンマー軍は空挺攻撃を仕掛け、CDFミンダッは山中に撤退した。
CNFは戦闘に関与することを避ける一方で、抵抗勢力の中で政治的なリーダーシップを取ろうと試みた。CNFは2021年4月、国民民主連盟（NLD）議員らと協力して政党・議員・市民社会組織（CSOs）およびCNFからなる暫定チン民族諮問評議会（ICNCC）を立ち上げた。同年8月、CNFは共同軍事評議会、のちにチンランド共同防衛委員会（CJDC）を結成した。CJDCにおいてもCNFは指導的な立ち位置を占めた。この間、のちのCBの成員らはCNFに反軍政軍事同盟の結成を繰り返し提案したものの、CNFは提案を却下した。
CNFはICNCCとCJDCを何らかの暫定統治構造の下に置く必要があるとの認識から、2022年9月に2つの組織から構成される調整委員会を結成し、チンランド憲章を作成し暫定政府を樹立することを目指した。しかし、憲章制定プロセスは行き詰まり、CNFはその不満から2023年4月にICNCCを脱退した。CNFが独自の議題を押し付けられなかったために脱退したのではないかと示唆する者もいる。
キャンプ・ヴィクトリアで行われた第3回CJDC会議でCNFは新たなチン州政府の設立を提案したが、既存のICNCCがその役割を果たしていると考えていた一部の構成組織は大きく反発した。それにもかかわわらず、CNFは影響力を行使して有力者や部族の指導者を懐柔し、CNF主導のチンランド評議会（Chinland Council: CC）を成立させた。CCではチン民族軍（CNA）をチン州唯一の武装勢力と認め、CNF/CNAの旗を「革命期」のチン州の旗とした。そしてCNFとその同盟は2023年12月にCJDCを解散し、CCの樹立とチンランド政府の承認を一方的に進めたが、これに反発したCDF、チン民族防衛隊（CNDF）、PDFゾーランドが同盟を組んで、同年12月30日、チン兄弟同盟（CB）を結成した。CBはCCの設立を否定し、ICNCCの正統性を主張している。
このような対立の背景は、意見の相違というよりも、長年の部族間の不和があるとされる。またアラカン軍（AA）がチン州南部のCB所属の武装勢力に資金と軍事訓練を支援していることも、CBとCCの対立を激化させる要因となっている。

### チンランド評議会との衝突
2024年1月24日、CB構成組織のマーラランド防衛隊（MDF）がライレンピでCNA兵士1人とCC構成組織であるCDFマーラの兵士1人を殺害した。同月31日、CDFマーラ、CDFパレッワ、CDFタントラン、CDFゾーペイ、CDFラウトゥ、CDFセンタンはCNAとともに、MDFへの攻撃を開始した。同年2月24日、MDFとCNAはチン州とラカイン州の境界近くのパレッワ郡区で衝突した。
同年5月初旬、CBがチンドウェの町を占領した後、CBはCCとCNFがチン州の紛争にかこつけて町を占領し、領土支配を拡大しようとしていると非難した。同声明では、CNFに対しチン州の州都ハカへの攻撃を優先するよう促し、対立が続く場合は同盟が「反撃」すると警告した。CCの成員であるCDFマトゥピ（第2旅団）は、この警告を非難した。
マトゥピのチン族抵抗勢力が二分されたことはCBとCCの対立をより複雑化させた。6月9日、AAとヨー軍（Yaw Army）の支援を受けたCBがマトゥピ郡区のミャンマー軍キャンプと大隊への攻撃を開始した。CBの攻撃開始後、CCはマトゥピ郡区のマトゥピ丘陵にあるミャンマー軍第140歩兵大隊基地に対して攻撃を開始した。同月18日、CBとCCの間でマトゥピの支配を巡り、戦闘が発生した。同月23日、マトゥピ防衛隊資金調達委員会は、マトゥピ郡区におけるCBとCCの紛争を解決するため、即時交渉を行うよう求めていた。同月24日、CCは撤退し、CBに第140歩兵大隊への攻撃を許した。翌25日、CBとAAはマトゥピ丘陵のミャンマー軍基地を占領した。CBの記録によると、CNF傘下のグループは 6月24日から7月7日の間にCBを標的とした8回の奇襲攻撃と27回のドローン攻撃を実行した。捕らえられたミャンマー軍兵士の証言からも、この期間にCNFがミャンマー軍と連携していたことが示唆されている。また、同年6月にはインド・ミゾラム州の中部青年ライ協会（Central Young Lai Association: CYLA）が、AAが占拠するチン州パレッワを通じてラカイン州へと向かう物資の流れを封鎖した。ライ・チンはCNFの主要な民族であり、CNFがAAのパレッワからの撤退を求めて圧力をかけるために妨害活動を行ったと見られている。
同年7月にはCCが対話を通じた解決を望むメッセージを送り、同年8月にCBとCCはゾ再統一機構（Zo Reunification Organization）の仲介により、インド・ミゾラム州アイゾールで会談を行った。双方の緊張緩和に向けて国民統一政府（NUG）も活動しており、NUGのチョーゾーは外部からの仲介が役立つと示唆している。同年9月、CBとCCはゾ再統一機構（Zo Reunification Organization）の仲介のもと、意見の相違が生じても武力衝突を避けるとする5項目の初期合意に達した。
2024年11月中旬、マトゥピ郡区でMDFとCCが衝突した
。
2025年1月、CC傘下のティディム郡議会/PDA-ティディムがティディムに残るミャンマー軍を攻撃する計画を明らかにすると、CB傘下のPDFゾーランドは激しく反発する声明を出した。PDFゾーランドが拠点を置くティディム郡区はタントランやハカのチン族とは異なるエスニックグループであり、CNFが2012年にティディム郡区に連絡事務所を開設した際は抗議運動が起きた。こうした理由からテディム郡区におけるCNFの勢力拡大は、ミャンマー軍を倒すことよりも自身の勢力を拡大することに関心があるからだと見られている。
また、同月18日以降CC傘下のCDFラウトゥとCB傘下のMDFはマトゥピ郡ユワマン村で衝突している。これについてCC議長はCCとCBの衝突ではないとして、双方に問題解決を呼びかけている。
2025年2月26日、インド・ミゾラム州政府の仲介のもと、CBとCCの代表団はアイゾールにて会談し、将来的に合併してチン民族評議会（Chin National Council: CNC）を形成することで合意した。合意において、両勢力はチン民族憲法を批准したのち、CCとICNCCを解散することを決定した。
2025年5月、CBは統一した武装組織を創設することを発表した。

## 加盟組織
結成当初の組織:
- チン民族機構（チン民族防衛隊）
- チン民族評議会（CDFミンダッ）
- ゾミ連邦同盟（PDFゾーランド）

後に加入した組織:
- マーラ領土委員会（マーラランド防衛隊）
- CDFマトゥピ（第1旅団）
- CDFカンペレッ